# 2008 en Serbie

## Chronologie

### Janvier
- 20 janvier :
  - Premier tour de l'élection présidentielle serbe.
- 27 janvier :
  - Le joueur de tennis serbe Novak Djokovic remporte l'Open d'Australie, son premier titre dans un tournoi du Grand Chelem.

### Février
- 3 février :
  - Second tour de l'élection présidentielle serbe qui voit la victoire de Boris Tadić.
- 15 février :
  - Boris Tadić prête serment pour son second mandat présidentiel.

### Mars
- 9 mars :
  - Début du festival Beovizija qui se dispute les 9 et 10 mars. Jelena Tomašević remporte le concours avec sa chanson Oro.

### Mai
- 11 mai :
  - Les Élections législatives serbes sont remportées par la coalition Pour une Serbie européenne de Boris Tadić.
  - Les Serbes votent aux élections locales qui permettent le renouvellement des assemblées municipales.
  - Premier tour des élections provinciales en Voïvodine.
- 20 mai :
  - La 53e édition du Concours Eurovision de la chanson se dispute à la Belgrade Arena les 20, 22 et 24 mai. Le concours est remporté par la chanteuse russe Dima Bilan.
- 25 mai :
  - Second tour des élections provinciales de Voïvodine qui voit la victoire de la coalition Pour une Voïvodine européenne soutenue par Boris Tadić.

### Juin
- 7 juin :
  - La tenniswoman serbe Ana Ivanović remporte les Internationaux de France de Roland-Garros, sa première victoire dans un tournoi du Grand Chelem, et devient numéro un mondiale au classement WTA.
- 11 juin :
  - Arrestation par la police serbe de Stojan Župljanin, ancien haut fonctionnaire de la police de République serbe de Bosnie.

### Juillet
- 10 juillet : 
  - Début de la huitième édition du festival EXIT qui se déroule du 10 au 13 juillet dans la forteresse de Petrovaradin à Novi Sad.
- 21 juillet : 
  - Après une cavale de 13 années, l'ancien président des Serbes de Bosnie, Radovan Karadžić, est arrêté par la police serbe.
- 30 juillet :
  - Extradition de Radovan Karadžić vers le centre de détention du Tribunal pénal international pour l'ex-Yougoslavie situé à La Haye aux Pays-Bas.

## Décès
- 8 juin : 
  - Šaban Bajramović, musicien serbe d'origine rom surnommé « le Roi des Roms ».